# Connarus whitfordii
Connarus whitfordii är en tvåhjärtbladig växtart som beskrevs av Merrill. Connarus whitfordii ingår i släktet Connarus och familjen Connaraceae. Inga underarter finns listade i Catalogue of Life.